# アメリカン航空5342便空中衝突事故
アメリカン航空5342便空中衝突事故（アメリカンこうくう5342びんくうちゅうしょうとつじこ）は、2025年1月29日21時頃（日本時間1月30日11時頃）にアメリカ・ワシントンD.C.近郊で発生した航空事故である。
ロナルド・レーガン・ワシントン・ナショナル空港へ着陸寸前のウィチタ発のアメリカン航空5342便として運航されていたPSA航空のリージョナルジェット機（ボンバルディア CRJ-700型機）と、訓練飛行中にあったアメリカ陸軍のフォートベルボア基地第12航空大隊B中隊所属の「ブラックホーク」ヘリコプター（UH-60）が空中で衝突、ポトマック川へ墜落し、両機の乗員乗客67人が全員死亡した。

## 乗員乗客
5342便には64人（乗客60人・乗員4人）が搭乗していた。2月4日までに、ブラックホークの乗員3名を含む、67人全員の遺体が回収された。日本人の犠牲者はいなかった。
フィギュアスケート競技の統括団体「USフィギュアスケーティング」は、5342便に選手、コーチなどのウィチタで開催された全米フィギュアスケート選手権大会と並行して実施された代表強化合宿から戻る関係者ら28人が乗っていたとする声明を発表した。関係者にはロシア人コーチで1994年世界フィギュアスケート選手権ペア金メダリストのヴァディム・ナウモフ、エフゲーニヤ・シシコワ夫妻も含まれていた。事故から2日後の31日には、ロシア外務省のザハロワ情報局長も、ナウモフを含む3人の「同胞」が死亡したと確認した。

## 調査
国家運輸安全委員会（NTSB）が主導で連邦航空局（FAA）と調査を行うと発表した。CRJ-700の設計・製造国のカナダ運輸安全委員会（TSB）が調査を支援するため調査官を派遣した。
ショーン・ダフィー運輸長官は、30日朝の記者会見において「5342便と米軍機は通常の飛行経路を辿り、管制との交信も出来ていた」との認識を発表した。ピート・ヘグセス国防長官は、国防総省、アメリカ陸軍が調査を開始すると述べ、連邦捜査局（FBI）もテロや犯罪の情報はないものの調査を行うと発表した。
1月30日8時頃、調査当局は「この事故の生存者はいない」との見通しを発表した。
1月30日にアメリカン航空機（以下CRJ）のフライトデータレコーダー（FDR）とコックピットボイスレコーダー（CVR）が回収され、31日にブラックホークのFDRとCVRが一体化したフライトレコーダーが回収され、両機のフライトレコーダーは解析のためNTSBの研究所に移送された。
予備データによると、ブラックホークの墜落当時の飛行高度は325フィートで、CRJの最後に記録された高度は約300フィートであった。航空規則では、ポトマック川上空の当該ルートを飛行するヘリコプターの高度は200フィート以下にとどまるよう義務付けられている。NTSBの代表者は、ブラックホークは本来よりも高い高度を飛行していた可能性があると述べた。

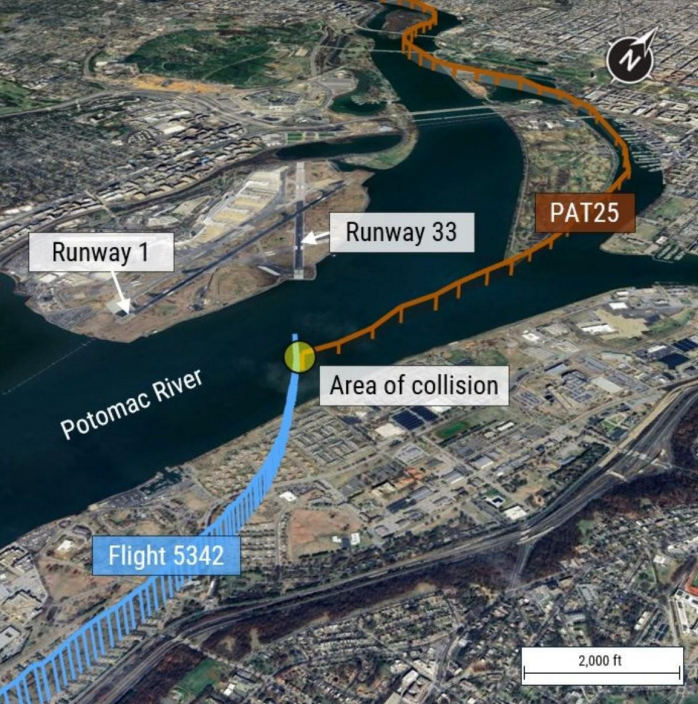
滑走路1、滑走路33、5342便とPAT25（ブラックホーク）の飛行経路、衝突地点の位置関係を示すNTSBが発表した画像

2月14日、NTSBは記者会見を行い、調査の途中経過を報告した。NTSB委員長のジェニファー・ホメンディは、CRJの後ろを通過するようにという管制官からの指示音声は両機のCVRに記録はされていたものの、ブラックホークの搭乗員たちは「後ろを通過」の部分を聞き取れていなかった可能性があると述べた。その可能性を示す理由は、その指示が出されたと同時にブラックホークのマイクのキー（操作スイッチ）が0.8秒押されていたためだと説明した。その指示に先立って出された、旋回を始めているCRJの位置を知らせる管制官からの通信もブラックホークの搭乗員たちは「旋回」の部分が聞き取れていなかった可能性も示唆した。管制の交信音声とCRJのCVRには「旋回」という言葉は記録されているのに対し、ブラックホークのCVRに記録された受信音声には「旋回」という言葉が初期分析では確認できなかったためだと説明された。
また、ブラックホークの搭乗員たちは事故当日、視界が制限される可能性がある暗視ゴーグル（NVG）を全飛行中使用していたと推定されるとも述べた。ブラックホークは、通常政府や軍の要人の航空輸送や政府の存続を担う際に使用される優先航空輸送便（priority air transport）としてPAT25のコールサインを使用していたが、要人は搭乗しておらず、暗視ゴーグルを使用した飛行練度と即応性の試験であるNVG技量評価と年次技量査定が同時に行われていた。暗視ゴーグルの使用を飛行途中で中止する場合に通常必要とされる指示または要請と許可などの意思疎通の音声記録がCVRには確認できなかった。
NTSBは、衝突時の両機の高度は325フィートである可能性が高いとみているが、事故機のブラックホークの機種は通常電波高度計と気圧高度計の2種類の高度計が備え付けられており、FDRに記録されるのは電波高度計の数値で、衝突時の高度は200フィート以下とする規定を上回る278フィートを示していた。しかし、ヘリコプターのパイロットは気圧高度計の数値を使用することが多いことから、その記録された高度がパイロットの認識していた高度とは限らないと注意を促した。また飛行高度上限200フィートの規定空域に達する以前にも、ブラックホークを操縦をしていたパイロットが「（高度）300フィート」と読み上げた直後に、同乗の操縦教官が「（高度）400フィート」と読み上げ、搭乗員2人の高度認識が一致していない様子がCVRに記録されており、高度計の不備やカリブレーション・ミスの有無や、同機の搭乗員たちが実際に使用・認識していた計器上の高度、衝突時の実際の高度特定など、不一致なデータの照合は更なる分析が必要とした。
一方のCRJ機には、衝突直前に鋭く機首を上げる操縦が行われていた記録が残されていた。これは衝突直前に他機との接近に気づいたパイロットによる回避操縦とみられると専門家は述べた。
また、ブラックホークにはADS-B OUT 機上装置（データ送信）が装備されていたが、データは送信されていなかった。ブラックホークの搭乗員が装置をオフにしたのかどうかについては、その解答にはADS-B装置の取り付け方法、プログラミング、または器機そのものの不備があったのかなどのその他の可能性を今後調査し、消却法でそれらの可能性を消していく必要があるとし、言明を避けた。なお、ブラックホークにはオートパイロットは備わっていなかった。

### 調査公聴会
2025年7月30日から8月1日にかけて国家運輸安全委員会の委員たちに対する調査員による調査公聴会が開かれ、事故両機のコックピット音声記録の書き起こしが公表されたほか、ブラックホークの高度計の一連の不備と、人的要因であるさまざまな判断が、すでに通常混雑しているワシントンDCエリアの空域における危険性を高めたことが明らかにされた。
事故が起きた空域においてヘリコプターは100フィート以上200フィート以下というエラーの余地が許されない限られた高度を飛行することが要求されるが、事故機であるブラックホークのUH-60L型に備え付けられた高度計は80フィートから130フィートの誤差を示すことがあると明かされ、さらにはブラックホークの近代化を監督する米陸軍技術者は、もし自分に権限があるのならば、リマ（フォネティックコードで英字の「L」を示し、UH-60L型の通称）をすべて陸軍の運用から外すと証言した。
陸軍は同型のブラックホークを段階的に退役させるまで運用し続ける方針であることや、同年9月までにこの高度計の誤差について操縦士に注意を喚起する運航マニュアルの改訂を予定していることが明かされた。委員からはマニュアル改訂になぜそんな時間がかかるのか、もっと改訂を早めることは出来ないのかと不満が漏れた。
陸軍はその誤差に関する懸念をおおむね軽視しする様子を見せ、もう一人の陸軍専門家は、航空機の高度計が実際の高度から最大100フィートほど表示がずれることは珍しいことではなく、通常はそのような誤差は警戒する事態ではないと証言した。
また、ビジュアルセパレーションをリクエストしていたにもかかわらず、ブラックホークの搭乗員は自機の左から近づいてくるCRJ機を認識してない様子が音声記録の書き起こしや、その書き起こし内容を時系列に当てはめたNTSBによる事故の再現アニメーション映像（再現ビデオ - YouTube）から示唆された。再現ビデオでは、暗視ゴーグル着用の際、背景の住宅や商業施設の雑多な灯り、そしてCRJ機に続いて着陸を控える複数の他機の灯火に紛れて、CRJ機の灯火を見分けるのが困難だったかもしれない様子も再現されていた。
DCAの管制官は事故が起きた時刻は二人で担う業務を一人で行っていたが、同空港ではピーク時間帯以外は通常一人で業務を行っていると報告された。ただ、CRJの後ろを通過するようにという管制官からブラックホークへの指示に対して、陸軍上級准尉は、通常は固定翼機が通過するまでヘリコプターは着陸進入経路を横切る指示はされることはなく、ホバリングが可能はためその手前での待機を指示されると証言した。
さらには、DCA空港の離発着の経験があるPSA航空の操縦士が、DCA空港周辺のヘリコプターの飛行経路そのものはもとより、ヘリコプターの飛行経路が存在する事すら知らされていないことも証言した

### 報道
ヘリはワシントンで大惨事が発生した場合に政府高官達を避難させるというシナリオで訓練中だった。要人避難は政府版事業継続計画の一環であった。避難を可能とし、政府全体の要人の安全を確保するためには空港周辺の環境・航空交通管制・ルートを理解しておく必要があった。
同空港では過去3年間に少なくとも2名のパイロットがヘリとニアミスしたと報告していた。大事故の前日にも別の飛行機がヘリコプターが近くを飛んだため着陸復行を余儀なくされた。近年になされた同空港の発着枠を増やす提案は激しい政治対立を引き起こしており、一部の議員達は同空港は過密で安全性に悪影響だと警告していた。連邦航空局の元長官は「事故を起こさずに飛んでいたのが信じられない」「だから一つの事故で全てが照らし出される」と語った。
視界が良好な場合、同空港に向かう地域便の機長は大抵、滑走路33に迂回するように管制官から要求される。すると機長達は急降下と旋回を開始しファイナルアプローチに向かうために北西から低空で川を横切る。同空港のメインアプローチなら混み合うヘリコプターの通路とは高度にして数百フィートのクリアランスがあるが、滑走路33にはそのような余裕はない。ワシントンポストが連邦航空局の文書を分析したところによると、代わりに着陸するように指示された進入路では、ルート4のヘリコプター通路の上部からジェット機が飛ぶ所までの距離は15フィート未満であった。
ある元機長は同空港の着陸の困難さを語り、以前に着陸した様子を撮影した動画を公開した。
公になっている事故機と管制官らの交信音声には、衝突の約2分前にブラックホークの搭乗員がCRJ（5342便）を視認しているとしてビジュアルセパレーションをリクエストし、管制官から許可を得ている音声が記録されていた。ビジュアルセパレーションをリクエストした場合、他機との衝突を回避する責任が管制官からリクエストをした操縦士に移り、当該操縦士は衝突を回避する絶対的な責任を負うと専門家は指摘した。
米国上院通商科学運輸委員会委員長のテッド・クルーズ上院議員は、非公開のFAAとNTSBによる同委員会へのブリーフィング後、ブラックホークのADS–Bのスイッチが切られていたことにニューヨーク・タイムズの記事で懸念を示した。同議員は、「これは訓練飛行であり、ADS–Bのスイッチを切るための説得力のある国家安全保障の理由はなかった」と述べた。

## 反応
- 教皇フランシスコは合衆国大統領ドナルド・トランプに弔電を送り、犠牲者の魂を神の慈悲に委ね遺族に寄り添うと共に救援にあたる人々そして全ての米国民に神の祝福を祈り求めた[35][36]。
- バッハ会長はIOCを代表してオリンピック選手、若いアスリート、サポートスタッフを含む被害者に心からのお悔やみを述べた。国際スケート連盟も声明を発表し、米国フィギュアスケート連盟と連絡を取り合い全面的な支援を約束した[37]。
- 日本の石破茂首相は「衝撃的な知らせに大変心を痛めている。被害に遭われた方々に心から哀悼の意を表し、お見舞い申し上げる」とXに投稿した[38]。

### トランプ大統領の発言
ドナルド・トランプは根拠を示す事なく事故はバイデン前政権が推進していたDEI（多様性・公平性・包括性）に責任があるとの持論を展開した。また、バイデン政権時代に運輸長官を務めたピート・ブティジェッジを「彼は最悪だ」「運輸省を地に落とした」と酷評した。Fox Newsは、トランプ大統領が皮肉を込めて「真の勝利者」と呼び、また「彼は最悪だ。市長としても最悪だった。彼は市を破滅させた。そして今も最悪だ。彼は単に上手い嘘八百を言っているだけだ」と侮辱した事を伝えている。ブティジェッジは「トランプ大統領は嘘をつくのではなく、指導力を発揮すべきだ」と反論した。

## 事故の影響
- PSA航空5342便の目的地であったロナルド・レーガン・ワシントン・ナショナル空港は、翌日の現地時間11時まで滑走路が閉鎖された[43]。
- 事故を受けてアメリカン航空は当該の5342便の番号を廃止し、カンザス州ウィチタとワシントンD.C.間の便は5677便として運航される予定であるとした[44][45]。
- 2025年1月29日の事故以降、ロナルド・レーガン・ワシントン・ナショナル空港付近のポトマック川上の軍用ヘリコプターの運航が一時停止されていたが、2月4日に連邦航空局（FAA）は正式に、緊急や特例の場合を除いて同空域のヘリコプターの運航を全般的に禁止した。この令によって緊急や特例としてヘリコプターの運航が認められた場合には、固定翼機の同空域の運航は一時停止され、ヘリコプターと固定翼機が同じ空域で同時に運航されることは禁止された[46][47]。これは同年3月末までの期間限定の禁止令だが、FAAは恒久的な令とするよう検討していると伝えられた[48]。3月14日、FAAはこの空域での緊急や特例を除いたヘリコプター運航禁止令を恒久的に運用することを発表した[49]。